# ドリンカー
ドリンカー（英語表記:drinker [drɪŋkɝ]) とは、(飲み物を）飲む人、酒飲み。また、日本の職業に関する業界用語ではファーストフード店や居酒屋・バーなどで各種飲み物を作る係を指す。

## 概要

### 飲む人
一般的に「drink」は「（飲み物を）飲む」の意味で、「drink water」など、酒類に限らない液体を飲む動作を表す。それに接尾語「er(～する人）」を付け「drinker」となる。この場合の意味は「a person who drinks liquids（水分を取る人）」である。
因みに英語で「酔った人」や酔っ払いを表す場合には、drunkを用いて、He is drunk now.（彼は今酔っぱらってます）、I don’t like drunk people.（私は酔っぱらいが嫌いです）と表現する。

#### キッチンドリンカー
（英語: kitchen＋drinker）は、主に女性が家事をしながら飲酒することで、やめられなくなり依存症につながっていく行動パターン。
アルコール依存者のうち、おもに家庭内で過量の飲酒をくり返す女性を指す。
※キッチン・ドランカーは和製英語
資料1 アルコール関連問題に関する調査・研究を推進するための必要なメカニズム：アルコール生命医科学推進のための提言 三重大学消化器内科竹井謙之
性別・年齢からみた飲酒量・大量飲酒量
女性とアルコール関連問題

### 飲み物を作る人
店では対面接客することは殆どなく、注文伝票に従って、グラス等に飲み物を作る仕事を指す。店のメニューや規模によるが、数十種類以上のレシピを覚え、正確に作る必要がある。具体的には、カクテルの場合は混ぜ合わせる酒・材料とその割合や製法、ビールは泡の比率を一番味が良い状態になるようジョッキに注ぐ。また、カクテルやハイボールに添えるレモンをスライスして準備しておく。他にビール樽が空になったら交換する、など。繁忙時に、いちいちレシピを見ながらでは客の注文を待たせるので、提供するドリンクのレシピを完璧に覚え、素早く作る技術も身につけることが必須となる。
➡バーテンダーも参照